# Ван дер Аа, Дирк
Дирк ван дер Аа (нидерл. Dirk van der Aa, также известный под именем Теодорус ван дер А (нидерл. Theodorus van der Ha); 1 марта 1731, Гаага — 23 февраля 1809, там же) — голландский художник-декоратор, работавший преимущественно в жанре аллегории, живописец и рисовальщик-орнаменталист.

## Жизнь и творчество
Вся жизнь и творчество Дирка ван дер Аа связаны с Гаагой. В молодости художник совершил несколько поездок в Париж. В середине 1750-х годов он учился живописи у Иоганна Генриха Келлера. В 1755 году стал членом Гильдии Святого Луки в Гааге.
Позднее Дирк ван дер Аа учился у живописца Геррита Меса, с которым открыл совместную мастерскую. В основном художники выполняли декоративные росписи интерьеров, украшением предметов домашней обстановки, экипажей, а также другими видами деятельности. Стал известен с 1755 года благодаря живописным аллегориям и декоративным росписям в технике гризайли.
Ван дер Аа проектировал триумфальную арку для оформления торжественного въезда в 1768 году штатгальтера Нидерландов Вильгельма V Оранского и Вильгельмины Прусской на площадь Бейтенхоф в Гааге. Проект хранится в Рейксмюсеуме в Амстердаме.
Среди его учеников были Эверт Морель, Йоханнес Кристиан Рёдиг, Корнелис Койперс, Луис Мориц, а также его двоюродные братья Андрис ван дер Аа и Якоб ван дер Аа.

## Галерея
- Дети, играющие с собакой. Рисунок обоев. Бумага, тушь, перо, кисть. Рейксмюсеум, Амстердам
- Продавец амуров. Между 1775 и 1800. Холст, масло. Гризайль. Рейксмюсеум, Амстердам
- Сатиры и фавны, танцующие перед жертвенником. Гризайль. Ок. 1790. Частное собрание
- Диана с атрибутами охоты и танцующими фигурами. Гризайль. Ок. 1790. Частное собрание
- Путти играющие в облаках. 1773. Холст, масло
- Аллегория лета с играющими Путти. 1809. Гризайль. Частное собрание
- Играющие путти. 1776. Холст, масло. Гризайль. Музей фюрера, Линц
- Триумфальная арка на Бейтенхоф, Гаага. 1767. Офорт
- Четыре путти с лирой, цветочным венком, шлемом и масками. Ок. 1765. Офорт